# Maria II d'Anglaterra i d'Escòcia
Maria II d'Anglaterra i d'Escòcia (30 d'abril de 1662 - 28 de desembre de 1694) va ser reina d'Anglaterra, Escòcia, i Irlanda des 1689 fins a la seva mort, el 1694.
Maria, protestant, van arribar als trons després de la Revolució Gloriosa, que va deposar el seu pare catòlic, Jaume II d'Anglaterra i VII d'Escòcia. Maria va regnar conjuntament amb el seu marit i cosí germà, Guillem III d'Anglaterra i II d'Escòcia, que es va convertir en l'únic governant de tots dos països després de la seva mort el 1694. Maria, mentre el seu marit era a Anglaterra li va cedir la major part de la seva autoritat, tot i que Guillem estava molt influenciat per ella, però va governar sola quan Guillem estava compromès en les campanyes militars a l'exterior. Fou molt activa en l'Església d'Anglaterra, que va dirigir com Governadora suprema, però tot i que compartia el poder amb el seu marit, en gran manera va exercir el seu poder tota sola.